# Копечеле
Копечеле, Копашиль (рум. Copăcele) — село у повіті Караш-Северін в Румунії. Входить до складу комуни Копечеле.
Село розташоване на відстані 335 км на захід від Бухареста, 27 км на північний схід від Решиці, 73 км на південний схід від Тімішоари.

## Історія
У 1910 році населення Копечеле складало 276 осіб, з яких етнічний склад представляли 266 українців, 4 німців, 4 угорців, 1 румун та 1 словак. 
У грудні 1951 року в селі засновано місцевий український хор «Зелена ліщина».
За даними 1966 року тут проживало 789 осіб, серед яких українців — 779 осіб, румунів — 10 осіб. 1992 року в Копечеле налічувалося 502 жителя, серед них українців — 483 особи, румунів — 18 осіб.

## Населення
За даними перепису населення 2002 року у селі проживала 421 особа.
Національний склад населення села:
| Національність | Кількість осіб | Відсоток |
| -------------- | -------------- | -------- |
| українці       | 376            | 89,3%    |
| румуни         | 44             | 10,5%    |

Рідною мовою назвали:
| Мова       | Кількість осіб | Відсоток |
| ---------- | -------------- | -------- |
| українська | 376            | 89,3%    |
| румунська  | 44             | 10,5%    |

## Відомі люди
- Лібер Іван — румунський композитор, диригент і збирач фольклору, представник української інтелігенції Румунії. Засновник хору «Зелена ліщина».